# Roberto Fabelo
José Roberto Fabelo Pérez, bekannt hauptsächlich unter Roberto Fabelo, (* 28. Januar 1950 in Guáimaro, Camagüey, Kuba), ist ein  kubanischer Maler, Bildhauer und Illustrator.
Fabelos Kunst zeigt oft bizarre und traumhafte Bilder, die mit einer akribischen Detailgenauigkeit in einer sinnbildhaften Deutung Elemente der Realität und der Fantasie kombinieren. Mit lebendigen Farben und aufwendigen Kompositionen in seinen Gemälden, Zeichnungen und Skulpturen stellt er oft phantastische Kreaturen, anthropomorphe Tiere und menschliche Figuren dar.
Wegen seiner reichen Symbolik und allegorische Erzählweise wird Fabelo gern mit Goya verglichen. Der Künstler wird von manchen als Honoré Daumier der zeitgenössischen kubanischen Kunst angesehen, dessen Werke Bezüge zu Dantes „ Göttlicher Komödie “, dem magischen Realismus von Gabriel García Márquez, Hieronymus Bosch, dem Können der niederländischen und flämische Meister und Rembrandt enthalten.
Identität, menschliche Verfassung und die Beziehung zwischen Menschen und Natur sind Hauptthemen seiner vielschichtigen Darstellungskunst.

## Leben

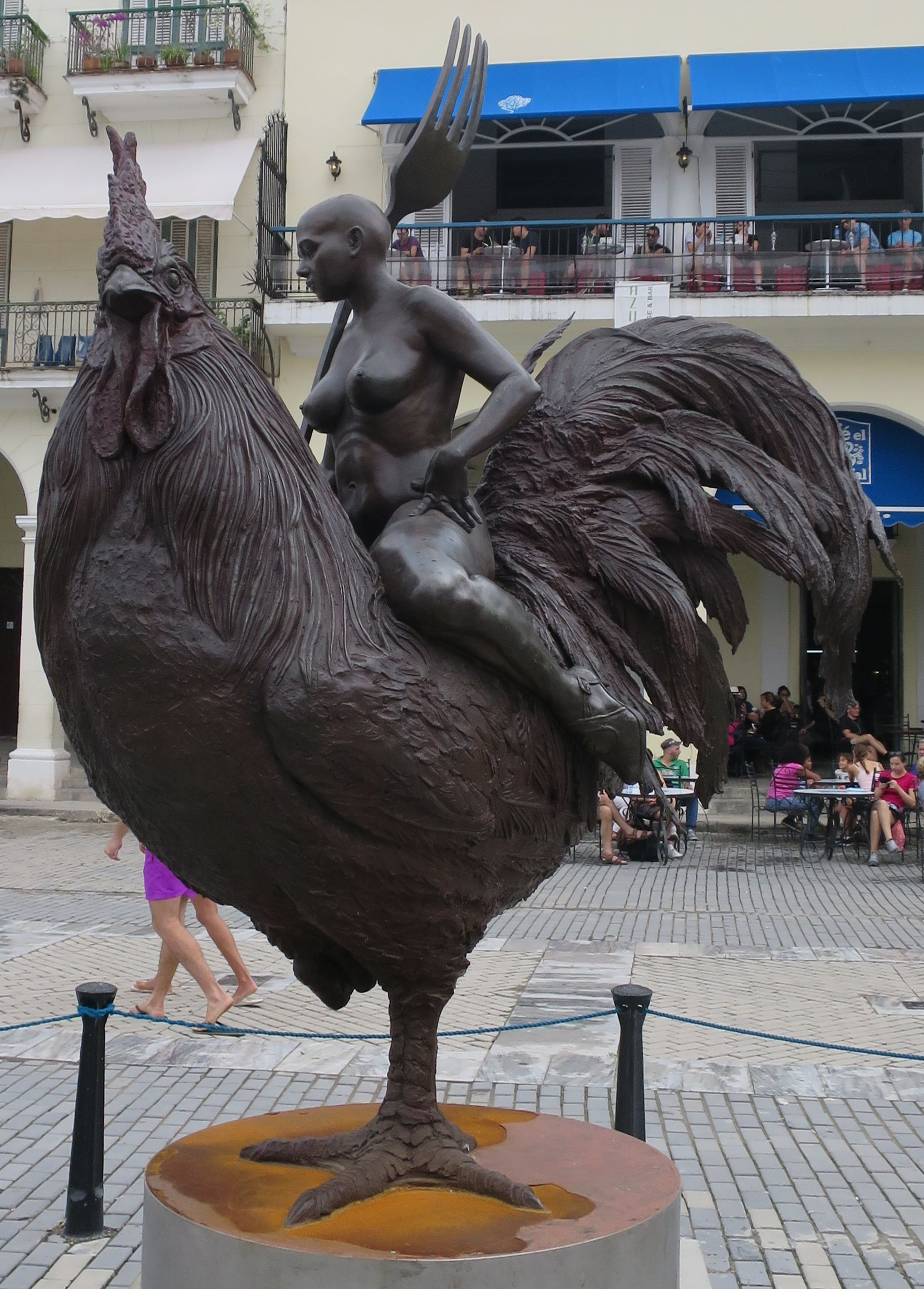
Viaje Fantástico, Skulptur von Roberto Fabelo, 2012, Plaza Vieja, Havana

Roberto Fabelo verbrachte seine Kindheit in seiner Heimatstadt. Die Leidenschaft für das Zeichnen – oder „Graphomanie“, wie er es nennt – begann früh in jungen Jahren, indem er seine Darstellungen mit Bleistift, Kohle, Tinte oder jedem anderen Medium schuf.
Nach seiner Grundschulbildung erhielt er zwischen 1967 und 1972 die akademische Ausbildung an der Nationalen Kunstschule (ENA), und am Höheren Institut für Kunst (ISA). Dort machte er 1981 seinen Abschluss, der praktisch alle Ausdrucksformen der bildenden Kunst umfasste und arbeitete dort mehrere Jahre als Professor.
In den 1980er Jahren erlangte er in der Kunstszene seine erste bemerkenswerte Sichtbarkeit, hielt Vorträge als Mitglied der Union der Schriftsteller und Künstler Kubas (Unión Nacional de Escritores y Artistas de Cuba UNEAC) und der Internationalen Vereinigung der Bildenden Künstler. (International Association of Art AIAP).

## Auszeichnungen
Der kubanische Staat verlieh ihm die Medaille für Nationale Kultur und die Alejo-Carpentier-Medaille für seine herausragende künstlerische Laufbahn.
Neben einer Vielzahl von weiteren kubanischen Preisen, wurde er im Jahr 1996 mit dem UNESCO-Preis für die Förderung der Bildenden Künste in Paris, Frankreich, ausgezeichnet, wie auch mit New Delhi Triennial Prize for Contemporary Art 1978 und den Armando Reverón International Drawing Preis auf der I Havanna Biennale 1984.
Zu weiteren internationalen Auszeichnungen gehören unter anderen: La Rosa Blanca Award (1995 und 1998); der erste Preis bei der I. Iberoamerikanischen Aquarell-Biennale in Viña del Mar, Chile (1996); der erste Preis bei der 11. Internationalen Zeichnungsbiennale in Cleveland, Großbritannien (1993), die IX. Zeichenausstellung in Rijeka, Jugoslawien (1984). Ankaufspreis III Triennale für zeitgenössische Kunst in Neu Delhi, Indien (1984) und der Zeichnungspreis bei Intergraphik 1984, Berlin, (DDR). Seit 2002 gehört sein Selbstporträt zur ständigen Sammlung der Galleria Degli Uffizi in Florenz, Italien.

## Ausstellungen
Neben einer großen Anzahl kubanischer Ausstellungen, wurden Roberto Fabelo's Werke unter anderen in bedeutenden Sammlungen in Spanien, Italien, Chile, Frankreich, Dänemark, Schweden, Deutschland, Panama, Mexiko, Venezuela, England, den Vereinigten Staaten und China gezeigt.
Ständige Expositionen sieht man im Pérez Art Museum Miami (PAMM) und im Museo Nacional de Bellas Artes in Havanna wie auch in der kubanischen Botschaft in Mexiko.

## Besondere Ereignisse und Arbeiten
Roberto Fabelo illustrierte eine Ausgabe von Gabriel García Márquez’ Roman „Cien años de soledad“ aus dem Jahr 2007.
Am 8. Mai 2017 wurde eine Ausstellung im Palast der Vatikanischen Kanzlei Staatssekretariat (Heiliger Stuhl) eröffnet.
Im Jahre 2018 nahm Roberto Fabelo an der Ausstellung „Artes de Cuba“ im Kennedy Center in Washington teil. Die Ausstellung umfasste mehrere Präsentationen, darunter die Debütpräsentation von „Historia permanente“ (Dauerhafte Geschichte), einer groß angelegten Installation von Roberto Fabelo.
Im März und April 2023 fand eine weitere Ausstellung „Sobrevivientes (Überlebende)“ von Roberto Fabelo im Kennedy Center statt. Die Ausstellung präsentierte unter anderem eine Herde lebensgroßer Nashörner, von denen eines symbolisch mit einem Band als Geschenk der Natur geschmückt war.
Am 15. Februar 2023 wurde in Madrid eine Kunstausstellung von der Stiftung Fundación Ibercaja mit dem Titel MUNDOS: GOYA Y FABELO eröffgnet, die die Parallelen zum berühmten spanischen Maler Francisco de Goya zog. Dazu wurde auch ein zweisprachiger Bildband im Grossformat herausgegeben.
Zur selben Zeit zeigte Fabelo im Palacio Linares „Sobrevivientes“ (Überlebende), eine Sammlung von Skulpturen riesiger Kakerlaken mit menschlichen Gesichtern. Hiermit zollte er Franz Kafkas Die Verwandlung seinen Tribut.
In Saragossa fand am 14. August 2023 auf dem Plaza del Pilar  eine Ausstellung statt, welche lebensgroße Skulpturen von Nashörnern in verschiedenen Farben zeigte, als Teil von Fabelos Serie „Sobrevivientes“.

## Auktionen
Seine Werke werden in verschiedenen Auktionshäusern versteigert, wie Christie’s, Sotheby’s, Phillips de Pury & Company und Bonhams; Christie’s allein mit 71 Stück. Am 1. Oktober 2021 erreichte ein Triptychon mit dem Titel „The Speech of the Flies“ einen Verkaufspreis von 525.000 Dollar.